# Krångede AB
Krångede AB var ett kraftbolag som bildades 1908 på initiativ av Gustaf de Laval för att bygga ut forsarna vid Gesundasjön i Jämtland, i synnerhet vid Krångede.
Efter långa och hårda förhandlingar och rättegångar där Krångede var i konflikt med Svenska staten om utnyttjandet av forsarna kunde Krångedeforsarna börja byggas ut år 1931. Som ägare stod då Stockholms Elektricitetsverk, Sandvikens Jernverks AB, AB Svenska Kullagerfabriken (SKF), Korsnäs Sågverks AB, Fagersta Bruks AB, AB Bergslagens Gemensamma Kraftförvaltning (BGK) och Sydsvenska Kraft AB.
Denna ägargruppering skulle stå sig större delen av bolagets livstid. Efter Krångede började man bygga ut fler fall där man inköpt rättigheter: I fallande ordning blev det följande vattenkraftverk, de första tre i Indalsälven, de sista tre i Faxälven:
- Krångede 1936
- Gammelänge kraftverk 1944
- Mörsils kraftverk 1949
- Storfinnforsen 1953
- Ramsele kraftverk 1958
- Moforsen 1967

Krångede AB blev med dessa stora kraftverk ett av de största privata kraftbolagen i Sverige.
Fallrättigheterna hade tagit slut på 70-talet och man gick då in som delägare i bland annat Oskarshamns kärnkraftverk, Aroskraft i Västerås och Karskärsverket i Gävle.
Sandvik sålde sin andel 1983. Under 90-talet köpte dåvarande Stockholm Energi och Sydkraft ut de övriga kvarvarande delägarna varvid bolaget delades. Kraftverken i Indalsälven tillföll Stockholm Energi och verken i Faxälven / Ångermanälven hamnade hos Sydkraft.
Idag ligger resterna av Krångede AB hos finska Fortum som köpt Stockholm Energi respektive tyska E.ON som har köpt Sydkraft.

## Verkställande direktörer
- Sven Lübeck, 1917-1923
- Gottfried Berg, 1924-1929
- Nils Forssblad, 1930-1937
- Yngve Holm, 1938-1954
- Erik Ternström, 1954-1957
- Gunnar Lindström 1957-1960
- Gösta Agrenius, 1971-1979